# کوبیلیتسه
کوبیلیتسه (به چکی: Kobylice) یک منطقهٔ مسکونی در جمهوری چک است که در ناحیه هرادتس کرالووه واقع شده‌است. کوبیلیتسه ۲۶۲ نفر جمعیت دارد.